# Parlement écolier
Le parlement écolier est une activité éducative qui rassemble des élèves du Québec pour discuter et adopter des lois. Cet exercice se déroule à l'hôtel du Parlement et permet aux jeunes de se familiariser au fonctionnement de la démocratie québécoise. L'activité s'adresse aux élèves de sixième année du primaire.

## Fonctionnement
Les classes votent pour désigner l'élève qui ira à Québec les représenter, accompagné de son enseignant. Ce programme permet aux enfants du primaire d'apprendre comment fonctionne l'adoption des lois. Les élèves séjournent à l'hôtel Delta en face du Parlement du Québec. 

### Déroulement
Trois lois sont choisies lors de cet exercice. L'élève doit compléter avec son enseignant la formulation de la loi et les amendements sur les lois. Cet événement est très structuré et dure une journée. Les élèves s'expriment tour à tour sur le projet de loi. 
Une commission parlementaire est mise sur pied pour chacune des lois. Les élèves qui ont choisi d'appuyer ou de s'opposer à la loi sont regroupés pour discuter de la loi. 
Ils décident de moment de la mise en application de la loi.